# Лівонде (громада)
Ліво́нде (англ. Liwonde) — традиційна громада у складі дистрикту Мачинга Південного регіону Малаві.
Населення — 89259 осіб (2018).